# Lebia lobulata
Lebia lobulata är en skalbaggsart som beskrevs av Leconte. Lebia lobulata ingår i släktet Lebia och familjen jordlöpare. Inga underarter finns listade i Catalogue of Life.